# Língua tupiniquim
O tupiniquim ou margaya é uma língua extinta que foi falada por tribos tupiniquim no estado brasileiro do Espírito Santo, e pertencia à subfamília tupi-guarani. Ainda há uma população de cerca de 1390 tupiniquins, mas todos falam português como primeira língua, seu idioma ancestral tendo sumido por volta da década de 1960. O idioma passou a ser reensinado em aldeias tupiniquins a partir de 2004, como segunda língua.